# Bureau Central de Renseignements et d'Action
Bureau Central de Renseignements et d'Action (zkr. BCRA), (česky Ústřední zpravodajská a akční správa) je bývalá francouzská tajná služba působící při francouzské exilové vládě v Londýně během druhé světové války.

## Vznik
BCRA, také nazývaná „gaullistická zpravodajská služba“ (podle Ch. de Gaulla), vznikla v roce 1942 jako pokračovatelka Deuxieme Bureau. Založil ji André Dewavrin alias plukovník Passy v Londýně. Zanikla v roce 1943, kdy byla sloučena se zpravodajskou službou Giraudovy Svobodné Francie do Hlavní správy speciálních služeb (DGSS).

## Operace
- Operace Vikářství: mise, při které byla na německém území vysazována tříčlenná komanda mající za úkol zajistit záchranu Francouzů umístěných v zajateckých táborech
- Operace Kalvárie: výsadek dvoučlenného týmu do Rakouska za účelem zjištění a možného narušení pokusu německých vojsk stáhnout se do Alp a odtud vést poslední boj